# Clan Oyoko
Le clan Oyoko ou Ayoko est l'un des huit clans matrilinéaires issus de la migration Akan et suivant les rites et coutumes ashantis. La structuration des clans selon la tradition dictée par la culture akan, l'Abusua définit la structure sociale en positionnant la famille comme base de l'identité et le clan matrilinéaire en est la plus grande subdivision identitaire reconnue par la tradition. Un Ashanti ne se définit pas comme originaire d'une ville ou d'une province mais comme appartenant à un clan. Parmi les huit clans connus, le clan Oyoko regroupe l'ensemble des familles pouvant prétendre aux fonctions suprêmes du royaume Ashanti, lesquelles sont le roi (ou Asantehene) et la reine-mère (ou Asantehemaa).

## Histoire

### Origine
À partir du XIIIe siècle, l'actuelle région Ashanti du Ghana traverse une série de changements dont une importante migration de population, formant les premiers Akan. Ces mouvements s'observent jusqu'au XVe siècle et permettent la fondation de plusieurs États centrés autour de clans selon la tradition de l'Abusua. 
Dans la culture Akan, l'Abusua est ce qui détermine l'organisation sociale et familiale des clans qui en découlent. Ce concept, enraciné sur un lignage matrilinéaire est à la racine de la formation de huit clans, dont le clan Oyoko. Chaque clan de l'Abusua possède ses propres caractéristiques socio-politiques ainsi qu'un totem qui représentent leurs ancêtres ainsi que leur identité.   
Selon la tradition orale, le clan Oyoko aurait migré depuis le royaume de Bono dans l'actuelle Côte d'Ivoire sous le règne d'un dénommé Asare Mintel afin de se diriger vers l'actuelle région Ashanti. Le mythe de l'arrivée des Oyoko est relié à une ancêtre fondatrice : Ankyewa Nyame. Le clan Oyoko s'installe à Kumasi et dans ses environs. D'autres hypothèses accompagnent la question de la migration et de l'origine du clan Oyoko et par extension des Akan. Selon Meyerowitz et Niangoran-Bouah, ils seraient originaires d'Égypte et partagent des liens avec les Hébreux, cette théorie est partiellement partagée par d'autres auteurs du XIXe siècle et du début du XXe siècle. Selon Rattray, ils proviendraient de l'Adansi nord.  

### Ankyewa Nyame
L'ancêtre commune de tous les Oyoko est Ankyewa Nyame dont le récit originel peut se résumer comme suit : 
Dans la région d'Akyem, un chasseur part en expédition, il s'apprête à tirer à la vue d'une antilope lorsque celle-ci l'apostrophe en ces termes : « Ne me tue pas, car demain je dois être accompagnée d'une chose grandiose. » Le lendemain, après un formidable coup de tonnette, un héraut descend du ciel et annonce « une création ». Le grand bassin de cuivre, avec une chaîne en or à l'intérieur, descend du ciel, suivi par une femme nommée Adofa tenant un siège blanc qu'elle pose dans le bassin. Ankyewa Nyame descend alors de la chaîne en or et prend place sur le siège. Les gens du village l'entourent et lui demandent ce qu'elle veut. Elle prononce ses premiers mots : « Je vous apporte une très grande chose, mais je ne m'établirai pas ici ». Elle quitte le village et rejoint Asantemanso et s'installe sous un arbre appelé Atouar avec le bassin et la chaîne d'or. C'est à cet emplacement que les Oyoko et les Dako émergent d'un trou dans le sol.
Dans ce récit, le premier lieu d'apparition des Oyoko serait Asiakwa, puis Asantemanso dans un second temps. Selon la tradition, il n'y a pas deux origines, mais deux étapes d'un même parcours. Enfin, malgré le caractère merveilleux du récit, Gérard Pescheux note plusieurs indications intéressantes. Le site sur lequel arrive Ankyewa est déjà habité, mais il s'agit probablement d'une population non akan puisqu'elle refuse de s'établir dans une région où l'identité de la population ne peut lui être d'aucune aide pour ses projets.
Le récit fondateur Oyoko et les traditions orales du clan Aduana mettent en lumière une répartition des fonctions entre les deux clans. Les Oyoko ont la charge du pouvoir temporel tandis que les Aduana, en qualité de premiers arrivés, ont la responsabilité des fondements sacrés et rituels de ce pouvoir. Et, en effet, les Asantehene sont encore aujourd'hui interdits de séjour à Asantemanso et au sein des rituels fondateurs des Ashantis qui s'y déroulent.
Le récit légendaire de l'arrivée d'Ankyewa Nyama est attribué à Prempeh I qui en fait un argument pour la restitution d'un objet de la regalia ashanti, un bassin qu'il relie aux premiers souverains ashanti et à Ankyewa Nyame. Ce bassin de cuivre, pris par les Anglais lors de la capture de Kumasi en 1896, ne sera jamais restitué.

### Asantemanso
D'après la tradition orale, le berceau du clan Oyoko se trouve à Asantemanso. Comme dans de nombreux autres mythes fondateurs, il est dit que le clan Oyoko est sorti de terre à cet emplacement. D'après Eva Meyerowitz, Asantemanso serait la capitale d'un État fondé vers 1600, cependant Terray la situe plutôt entre 1610 et 1630. Après un développement rapide, la ville est détruite une cinquantaine d'année plus tard lors d'une guerre civile. Il ne reste de la ville qu'un bosquet qui est encore actuellement un lieu de rite important pour les Ashantis. Les deux hypothèses de la fondation de la ville se rejoignent en indiquant que cette fondation émane d'une faction du clan Aduana ayant émigré depuis le royaume d'Akwamu vers un village appelé Amakum établi par le clan Asenee, à proximité de l'actuelle Kumasi. Ils fondent Asantemanso à proximité, dans un territoire sous domination Bono. Cette ville deviendra la capitale de l'État de Domaa. 
Il est important de noter que des fouilles archéologiques réalisées en 1986 sur le site traditionnel d'Asantemanso dévoilent quant à elles une occupation remontant à plusieurs siècles avant J.-C. et l'existence d'une communauté importante pouvant appartenir à la culture Guan. Cette hypothèse remet en question l'histoire du peuplement de la région et les relations entre les Guan et les premiers Akan. 
La ville n'a, à ce moment-là, aucun lien avec le clan Oyoko qui se situe alors à Kokofu. Asantemanso prospère sous le règne du premier et second Domaahene (roi de Domaa). Les conflits externes au royaume de Bono provoquent durant cette période de nouvelles migrations. Sous le règne d'Ansa Puni (second Domaahene), le clan Oyoko quitte Kokofu à la suite des invasions militaires du royaume de Denkyira émergeant. Ils sont emmenés par leur chef, Akyempon Tenten, et nouent une alliance forte avec le Domaahene qui leur octroie un quartier, Nampansa. 
À la suite de cela, une seconde vague de migrants Oyoko a lieu depuis Juaben et Nsuta afin de se concentrer à Asantemanso. Cependant, au sein du clan Oyoko se trouvent plusieurs maisons dynastiques qui possèdent chacun leur abusuahene (chef de clan). Akyempon Tenten, tout comme ses deux fils à sa succession Twum et Anti, ne sont donc chef que du groupe issu de la première migration. 
Après 1650, cette expansion démographique mène à une guerre civile qui oppose les trois clans Oyoko aux Domaa et Aduana. Ce conflit mène à la chute d'Asantemanso. La tradition orale ashanti tend à occulter cette guerre afin de favoriser le mythe fondateur qui entoure Osei Tutu Ier et Okomfo Anokye. En effet, ce conflit est perçu comme un échec puisque la ville est détruite et abandonnée. Plusieurs raisons appuient cet abandon en plus de la destruction : d'une part, l'explosion démographique et le manque de terres arables à cet emplacement, d'une autre l'attrait pour le commerce avec le nord et le rapprochement des voies commerciales.
Cette destruction provoque la dispersion des différents clans. Le premier clan Oyoko, dirigé par Akyeampon Tenten, retourne à Kokofu. Le second clan Oyoko, dirigé par Oti Akenten, s'installe à Kwaaman, ancien nom de Kumasi. Le troisième clan Oyoko tente de s'installer également à Kokofu, puis rejoignent Oti Akenten à Kwaaman. Cette dispersion provoque également l'émergence de nouvelles maisons dynastiques au sein du clan matrilinéaire. Chacune s'installe dans des villes environnantes telles que Juaben, Bekwai, Dadiasi et Mampon. L'origine commune de tout ces clans situés à Asantemanso en font effectivement le berceau du clan Oyoko et des futurs Ashantis.

### Premiers chefs du clan
Jusqu'à la chute d'Asantemanso, les dirigeants des clans Oyoko sont multiples. Ce n'est qu'après cela qu'apparaitraient les premiers chefs représentant l'ensemble des clans. Les versions qui couvrent cette période de l'histoire sont très confuses. Dans l'ordre chronologique, le nom d'Akyeampon Tenten apparait dans certaines versions comme le premier dirigeant mâle représentant l'ensemble des clans. Ses actions sont en lien direct avec la chute d'Asantemanso et son pouvoir se renforce lorsqu'il installe le clan à Kwaaman (Kumasi). Cependant, sa chronologie et son origine exacte sont difficiles à déterminer à cause de confusion et d'homonyme au sein d'autres clans migrant à Kwaaman. Selon la généalogie officielle établie par Prempeh Ier, Akyeampon Tenten ne serait en réalité qu'un chef de famille et non pas un souverain Oyoko. Selon les versions, il serait même mort lors du conflit interne d'Asantemanso. 
On attribue dès lors les actions antérieures à la chute d'Asantemanso à ses successeurs, les frères Twum et Antwi qui seraient les petits fils d'Ankyewa Nyame. Ils auraient été les premiers dirigeants de Kwaman. Là encore, la version officielle est débattue et la chronologie des faits semble indiquer qu'ils seraient également morts lors du conflit d'Asantemanso. Kwabia Amanfi aurait succédé à Antwi et emmené le clan à Kokofu en emportant avec lui la chaîne en or d'Ankyewa Nyame et le bassin de cuivre. Il est lui aussi considéré en simple chef de famille.
Concernant Oti Akenten, la chronologie révisée par les historiens attribue la fondation de Kwaman à Oti Akenten, vers 1660-1670. Cependant, la version selon laquelle son successeur, Obiri Yeboa, serait le premier leader de la migration est incompatible avec la chronologie des migrations ainsi que de nombreux éléments de la tradition orale. Oti Akenten aurait été adopté dans le lignage Oyoko par Kwabia Amanfi, présentant le cas d'une première réécriture généalogique. 

### État de Kwaaman
Le clan Oyoko intègre la cité-État de Kwaaman, déjà occupée et dirigée par le clan Aduana (en), le septième clan de la migration Akan. L'installation du clan Oyoko s'effectue de façon pacifique et les premiers dirigeants de la confédération asante sont probablement Aduana, et non Oyoko.
Selon la tradition orale, les premiers chefs du clan Oyoko sont les fils d'Ankyema Nyame, Twum et Antwi. Ils gouvernent de 1564 à 1607. En tant que chef, ils portent le titre de noblesse Nana. Kwabia Amamfi leur succède de 1608 à 1638, suivi d'Oti Akenten de 1642 à 1677 et enfin d'Obiri Yeboah de 1679 à 1696. Après Obiri Yeboah, les chefs du clan Oyoko sont également roi du royaume Ashanti. 
Le mythe fondateur de Kwaaman dans la tradition orale indique qu'Oti Akenten aurait négocié avec le chef de Tafo pour l'obtention d'une parcelle de terre sous un arbre nommé Kum. Cette parcelle s'appellerait ensuite Kum-ase (en twi "sous l'arbre), donnant naissance au nom de Kumasi. Cependant, d'autres traditions indiquent qu'Oti Akenten s'établit sur une terre nommée Kwaaman et que c'est son successeur, Obiri Yeboa qui crée Kumasi. Si le nom du fondateur est débattu dans les traditions orales, celles-ci s'accordent que le choix du site relève d'une action d'Okomfo Anokye qui plante deux graines de l'arbre Kum afin d'identifier la terre la plus fertile sur laquelle s'établir. Ce mythe est étroitement lié à la formation de la confédération ashanti par Osei Tutu Ier. 
À la suite des enquêtes et révisions chronologiques menées par les historiens, la version historique la plus acceptée au XXIe siècle fait d'Oti Akenten le fondateur de Kwaman, permettant à la migration du clan Oyoko de s'y installer de 1650 à 1660. Obiri Yeboah lui succède en tant que Kwamanhene (chef de Kwaman) vers 1660 et concentre la majorité des clans Oyoko ayant migré depuis Asantemanso. L'installation du clan se fait probablement pacifiquement et Obiri Yeboa se trouve au coeur de nombreuses alliances avec les micro-États de Tafo, Kaase et Amakum.
La croissance de l'influence du clan Oyoko au sein de l'aristocratie asante s'effectue au travers d'alliances matrimoniales ciblant particulièrement des membres du clan Aduana, permettant progressivement au clan de s'imposer dans la majorité des chefferies asantes et pas uniquement à Kumasi. C'est finalement au terme de la bataille de Feyiase que le clan Oyoko arrive au pouvoir de la confédération asante et établit une nouvelle organisation.

### Clan royal
Osei Toutou, premier roi de le royaume ashanti nommé asantehene, succède à Obiri Yeboha dans une période où le contrôle de Kumasi est instable. Cependant, au travers de conquêtes, il soumet les petits états afin de former le royaume Ashanti. Il est le premier roi Ashanti appartenant au clan Oyoko. Le titre de Kumasihene (chef de Kumasi) et d'Asantehene (roi ashanti) sont fusionnés et au terme d'un conflit avec son frère Opokou Waré, de nouvelles règles dynastiques sont instaurées avec un principe d'alternance et un renforcement des fonctions de l'Asantehemaa (reine mère ashanti). Ces changements provoquent l'émergence de plusieurs branches dynastiques et des conflits de succession. Les Asantehemaa prennent en charge la désignation des héritiers légitimes en assurant la bonne interprétation de la généalogie Oyoko et des différentes lignées. 
En 1807, le lignage royal Oyoko arrive au point de rupture car il ne subsiste que deux héritiers mâles potentiels.

## Système dynastique
Les liens de parenté asante, au sein du clan Oyoko, se caractérisent par une structure précise, une terminologie exacte qui définit la relation et une échelle qui gradue la portée affective des unités qui composent le système. Trois unités sont d'importance principale dans le système de parenté asante : le matriclan (abusua kzszz), la matrilignage orginel (Abusua) et la branche spécifique de la lignée (yafunu koro).

### Matriclan, matrilignage et branche dynastique
Le matriclan, considéré comme l'unité de parenté la plus inclusive chez les Asante, est traditionnellement décrit comme composé de huit entités. Tout Asante libre est automatiquement membre d'un matriclan, mais cette unité, dispersée territorialement, ne détenait ni propriétés ni fonctions officielles. L'Empire Ashanti réduit les fonctions du matriclan au point qu'il devienne marginal dans l'organisation sociale et juridique. Au XXe siècle, le matriclan n'est plus qu'une entité diffuse avec une spécificité structurelle minimale.
Le matrilignage originel chez les Asante est plus précisément définie que le matriclan d'où il tire ses origines. Il est le plus inclusif en termes de descendance matrilinéaire, avec des chefs élus tant au niveau féminin que masculin. Elle détient des droits sur la terre, joue un rôle crucial entre parenté et politique, et constitue la base historique de l'Empire ashanti. Cette matrilignée sert de base mnémonique à la tradition asante, avec une ascendance utérine commune jouant un rôle clé dans l'accès aux fonctions et biens. La spécificité structurelle est exprimée philosophiquement, considérant que le matrilignage originel d'une personne (nipa koro) trouve racine dans la transmission matrilinéaire du sang commun (mogya koro). 
La branche spécifique de la lignée désigne les caractéristiques familiales ou de descendance. Contrairement aux matrilignages originels, ces branches se composent de trois à quatre générations, avec des membres descendants utérins d'une ancêtre commune. Ces branches agissent souvent comme des unités familiales autonomes. Dans la théorie de la parenté asante, la branche est une étape pouvant mener à un matrilignage originel, mais cette évolution dépend de facteurs historiques tels que le pouvoir et la personnalité.

### Structure et mariage
Dans la société asante, les structures et relations de parenté sont le plus précisément définies dans le contexte de la branche dynastique. Cette unité, numériquement restreinte, est cruciale pour les individus asantes, traitant des questions juridiques, d'identité et d'interactions émotionnelles. Contrairement à la matrilignée maximale liée à la politique, la branche dynastique définit des relations de parenté de proximité essentielles en raison des liens juridiques, mais aussi en raison de l'intimité et de l'affect interpersonnel présents dans ce contexte. La branche dynastique a pour élément fondamental de sa structure une femme, son frère utérin et leurs descendances respectives. Dans cette unité, le frère maternel, en tant que chef de maison, exerce un contrôle juridique, reflétant les dynamiques de matrification, de fraternité et de succession générationnelle. La matrilinéarité est fondamentale dans la société asante, bien que l'ascendance masculine ne soit pas négligeable. Un individu est considéré comme un composite de sang maternel et d'élément spirituel paternel, les deux étant nécessaires à la pleine humanité.
Le mariage met en lumière les antagonismes entre la matrilinéarité et la paternité chez les Asante. Le mariage entre cousins croisés est un mécanisme répandu pour réconcilier ces tensions. En pratique, les mariages entre les filles de la mère et les fils du frère de la mère, ou entre les fils du père et les filles de la sœur du père, sont équivalents. Cependant, le premier est influencé par l'autorité du wifa, tandis que le second confère au père un rôle déterminant. Les Asante sont conscients de cette difficulté explosive, influençant significativement leur histoire. 
Avec le mariage et la paternité, la branche spécifique de la lignée détermine les obligations, l'autorité et les affects des personnes en leur sein. Les tensions non résolues dans les obligations situationnelles sont symbolisées par la sorcellerie. Les relations sociales asantes sont chargées de conflits liés aux liens matrilatéraux et patrilatéraux. 
Le choix des époux n'appartiennent pas aux royales Oyoko. Ce sont leurs pères ou l'Asantehene en personne qui décident des meilleurs candidats. Ce choix est fondé sur plusieurs priorités. Tout d'abord, la nécessité impérative d'assurer la reproduction du lignage. Cette nécessité est un argument majeur pour justifier les cas de divorce et mener à des mariages multiples comme ce sera le cas pour Aberafi Yaa et Konadu Yaadom. En second temps, les relations claniques entre les abusua, ainsi que la hiérarchie politique interviennent dans les décisions sur le choix des époux. 

### Importance généalogique

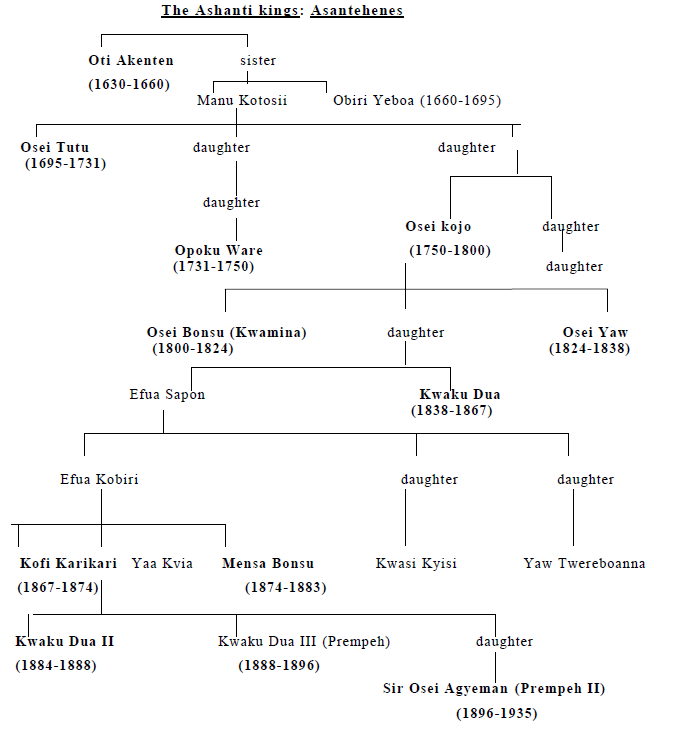
Arbre généalogique officiel des Asantehene.

La généalogie du clan Oyoko est considérée de plusieurs façons différentes. Soit comme des chartes représentatives du point de vue du vainqueur, pouvant dès lors être remodelée et modifiée par les hemaa (reine-mère dans le clan) en fonction. Soit par des représentations totémiques des ancêtres tutélaires de son lignage. Meyer Fortes considère que la généalogie permet de visualiser les ascendances d'un individu et sa prédisposition à la succession.
Le constat de Gérard Pescheux est que dans les généalogies officielles des sièges, seuls apparaissent les royales (mères du lignage) et les Omanhene (rois ou chefs). Les pères et géniteurs n'apparaissent pas. Ce cas particulier est directement en lien avec le fonctionnement des abusua quand, dans les sociétés patrilinéaires, les épouses et les génitrices sont généralement indiquées. Ces généalogies sont encore aujourd'hui un enjeu de succession important, si bien que des initiatives récentes de recherche ont fait face à une opposition importante des populations. Le risque de modifications et réécritures généalogiques pouvant déstabiliser la légitimité des chefs en place. 

## Maisons claniques

### Kumasi
Kumasi est la chefferie principale du clan Oyoko qui accueille les quartiers royaux du clan au sein duquel le pouvoir est progressivement centralisé. La croissance du clan Oyoko s'effectue au travers d'alliances matrimoniales dans le but d'assurer la préservation de la lignée royale. 

### Kokofu
Kokofu est le second emplacement prisé par le clan Oyoko dont les chefs descendent. La tradition orale reprend de nombreux points du mythe fondateur du clan Oyoko, tel que l'ancêtre Ankyewa Nyame et ses deux fils jumeaux, Twum et Antwi. Ankyewa Nyame aurait demandé la permission au chef local de construire une ferme et d'y installer son clan. Dans cette ferme, ils auraient cultivé du kooko (une variété d'igname), donnant alors le nom au lieu : Kokofu. La nièce d'Ankyewa Nyame, Atea Awerewa, aurait alors épousé l'Esiahene et ses enfants formeraient la maison dynastique des rois de Kokofu tandis que les enfants de Twum et Antwi forment la maison dynastique des rois de Kumasi.

### Juaben et Bekwai
La maison Dwaben est une branche du clan Oyoko qui migre depuis Kokofu afin de s'installer sur la route menant à Kumasi. Ils fondent une ville portant leur nom, Dwaben, qu'on nomme aujourd'hui Juaben. Après le décès du second chef Dwaben, une autre branche se sépare et part pour Bekwai (en). Selon la tradition orale, les raisons de ce départ sont dynastiques. Le trône de Dwaben n'aurait pas été transmis à l'héritier légitime, Otutu Akate, qui part à la conquête de la chefferie de Bekwi, contre le clan Ekoona. Il meurt durant la guerre et son successeur chasse le clan Ekoona et Asona au sud de Bekwai.

### Nsuta
La ville de Nsuta (en) est dirigée par une branche du clan Oyoko qui ont une ancêtre commun avec Kokofu et Kumasi. Le premier chef de la maison Nsuta, Danso Abeam, se serait d'abord installé à Kaase (en), aujourd'hui quartier de Kumasi, avant de se rediriger à Aduman (en) où il meurt. Ses descendants forment les chefferies de Beposo et de Mampong, toutes deux liées à la maison Nsuta du clan Oyoko. Cependant, à cause d'un conflit interne au clan Oyoko, le branche ne subsiste plus qu'à Nsuta.

### Dwansa
La chefferie de Dwansa, située au sud de Nsuta, est reliée au clan Oyoko par leur ancêtre, Yeboah Kodie, qui quitte Kokofu. Selon la tradition orale, leur migration se déroule en même temps que celle des Dwaben quittant Kokofu, lorsque le premier Asantehene du clan Oyoko, Osei Tutu I, monte sur le trône de Kumasi. En arrivant à Dwansa, le clan Oyoko rencontre une importante résistance du chef local Ahanta. Avec l'aide du roi Ashanti, Yeboah Kodie parvient à vaincre le chef ahanta et à s'installer sur ses terres.

### Autres localités
Ces familles claniques gouvernent les chefferies de plusieurs autres villes et quartiers tels que Mampong, Bogyaa, Dadieso (en), Obogu (en), Atobiase, Pampaso, Kontonase, Kenyasi (en), Sawua, Ahenkro, Adumase, Ohwim, Asankare, Nyaabo, Atweede et Adwumakasekese.

## Organisation clanique

### Ohene
Le chef à la tête d'un clan Oyoko se nomme Ohene. Il est élu par les chefs des clans familiaux Oyoko comme protecteur des coutumes, des propriétés et du bien-être de son clan. En tant que chef, il est également chef régalien du royaume d'Ashanti et chef de guerre. Il rend également la justice en cas de conflits. En tant que lien avec l'esprit des ancêtres, ses jugements sont perçus comme particulièrement importants, ce qui lui donne également le droit d'imposer des punitions. Auparavant, il était de coutume que le nouveau chef de clan se marie avec les femmes de son prédécesseur. L'actuel Asantehene, Osei Tutu II, est Kumasehene, chef du clan Oyoko de Kumasi.

#### Intronisation
Lorsque le siège d'un clan familial Oyoko ashanti devient vacant, en cas de décès, de destitution ou d'abdication, tout membre légitime du clan royal peut soumettre sa candidature auprès de la reine mère du clan. La tradition moderne veut que la demande soit accompagnée d'une bouteille de schnaps. La reine mère débat avec les anciens du clan jusqu'à obtenir un consensus sur leurs trois candidats de préférence. Leurs trois choix sont ensuite présentés aux faiseurs de rois afin que ceux-ci marquent leur accord sur l'un des trois candidats. Dans la majorité des cas, le premier choix est accepté.

#### Destitution
Si le chef désigné ne répond pas aux règles et obligations de sa fonction, la population liée à ce clan peut demander sa destitution. De même, si le chef agit à l'encontre des lois et des traditions, les anciens peuvent engager cette procédure. La coutume veut que sa conduite soit reportée à la reine mère qui, en gardienne des traditions, peut destituer le roi. Elle agit d'abord en tant que médiatrice et présente les choix aux chefs qui peut reconnaitre sa faute, faire des excuses et réparer sa faute.

### Porte-parole clanique
Au sein de l'organisation clanique se trouve un porte-parole, aussi nommé linguiste, qui reporte les mots du chef auprès du clan et de ses membres. Selon la coutume, il n'est pas attendu que le chef crie ou parle fort afin d'épargner sa voix, c'est donc au porte-parole d'en prendre la charge. Cette fonction s'intègre dans la croyance Akan car le dieu créateur aurait donné la sagesse et la parole à un homme chargé de la répandre. Le rôle du porte-parole est également de servir d'intermédiaire entre la cour et le peuple.

## Totem
Le totem du clan Oyoko est le faucon, symbolisant la patience et l'autorité pour les Akans. Le totem est souvent associé au proverbe Oyokoni tese aboa akroma, ↄfa Ade a, ↄfa no prεko (en français : le clan Oyoko est comme le faucon qui prend les choses sans demander et ne s'y prend qu'à une reprise).